# Hartmannsdorf b. Kirchberg
Hartmannsdorf b. Kirchberg település Németországban, azon belül Szászország tartományban. Lakosainak száma 1368 fő (2023. december 31.).

## Népesség
A település népességének változása:
| Lakosok száma | 1364 | 1370 | 1344 | 1366 | 1368 |
|               | 2017 | 2019 | 2021 | 2022 | 2023 |